# Ciconiiformes
Los ciconiiformes (del latín ciconia 'cigüeña' y -formis 'forma': «los que tienen forma de cigüeña») son un orden de aves neognatas cuya amplitud y composición ha sido muy discutida durante años. Los últimos avances taxonómicos sugieren que solo debería incluir la familia Ciconiidae. Los cicónidos se conocen vulgarmente como cigüeñas. Son aves de cuello largo, zancudas y acuáticas que habitan en las regiones templadas y cálidas del mundo. Su dieta consiste en ranas, peces y pequeñas aves o mamíferos. Se distribuyen principalmente en Europa, Asia y África, con solo tres especies en América.[cita requerida]

## Taxonomía
La taxonomía de Clements de 2007 incluía las siguientes familias:
- Ardeidae - garzas
- Balaenicipitidae - picozapato
- Ciconiidae - cigüeñas
- Scopidae - ave martillo
- Threskiornithidae - ibis y espátulas

Tras el último Congreso Ornitológico Internacional, a raíz de la convención de 2010 de la American Ornithologists' Union, se ha llegado al consenso de que las familias Ardeidae, Threskiornithidae, Scopidae, Balaenicipitidae deben clasificarse en el orden Pelecaniformes, con lo que el orden Ciconiiformes solo debe incluir la familia Ciconiidae.
Así, según la nueva concepción, los ciconiformes incluyen solo 19 especies en seis géneros:
Orden Ciconiiformes
- Familia Ciconiidae
  - Género Mycteria
    - Mycteria cinerea
    - Mycteria ibis
    - Mycteria leucocephala
    - Mycteria americana

  - Género Anastomus
    - Anastomus oscitans
    - Anastomus lamelligerus

  - Género Ciconia
    - Ciconia abdimii
    - Ciconia episcopus
    - Ciconia stormi
    - Ciconia maguari
    - Ciconia boyciana
    - Ciconia ciconia
    - Ciconia nigra

  - Género Ephippiorhynchus
    - Ephippiorhynchus asiaticus
    - Ephippiorhynchus senegalensis

  - Género Jabiru
    - Jabiru mycteria

  - Género Leptoptilus
    - Leptoptilos javanicus
    - Leptoptilos dubius
    - Leptoptilos crumeniferus